# تیغ شهرت
تیغ شهرت (به انگلیسی: Blades of Glory) فیلمی است محصول سال ۲۰۰۷ و به کارگردانی ویل اسپک است. در این فیلم بازیگرانی همچون ویل فرل ، جون هدر ، ویل آرنت ، امی پولر ، جینا فیشر، کریگ تی. نلسن ، ویلیام فیکنر ، رومانی مالکو، نیک اسواردسون ، راب کوردری ، ویلیام دنیلز و لوک ویلسون ایفای نقش کرده‌اند.